# Вертхајм
Вертхајм (њем. Wertheim) град је у њемачкој савезној држави Баден-Виртемберг. Једно је од 18 општинских средишта округа Маин-Таубер-Крајс. Према процјени из 2010. у граду је живјело 24.008 становника. Посједује регионалну шифру (AGS) 8128131.

## Географски и демографски подаци
Вертхајм се налази у савезној држави Баден-Виртемберг у округу Маин-Таубер-Крајс. Град се налази на надморској висини од 145 метара. Површина општине износи 138,6 km². У самом граду је, према процјени из 2010. године, живјело 24.008 становника. Просјечна густина становништва износи 173 становника/km².